# La passione di Giosuè l'ebreo
La passione di Giosuè l'ebreo è un film del 2005 diretto da Pasquale Scimeca.

## Trama
Nel 1492 il giovane Giosuè viene espulso dalla Spagna, da lì si sposta prima a Napoli, dove viene cacciato in malo dopo, e poi in Sicilia, dove si stabilisce in un villaggio di ebrei convertiti al cristianesimo.

## Riconoscimenti
- Ciak d'oro
  - 2006 - Migliore sceneggiatura a Pasquale Mari[1]